# Paramunna quadratifrons
Paramunna quadratifrons is een pissebed uit de familie Paramunnidae. De wetenschappelijke naam van de soort is voor het eerst geldig gepubliceerd in 1981 door Iverson & Wilson.